# مستندسازی کالبدشکافی
کالبدشکافی پروژه فرایندی است که معمولاً در پایان پروژه برای تعیین و تجزیه و تحلیل عناصر موفق یا ناموفق پروژه انجام می شود. مجموعه دانش مدیریت پروژه (PMBOK) به عنوان درسهایی که آموخته شده است، از این فرایند یاد می کند. هدف کالبدشکافی پروژه آگاهی دادن درباره بهبودهایی در فرایند است که خطرات آینده را کاهش می دهد و ترویج نمودن تکرار بهترین تجربه هاست. کالبدشکافی ها معمولاً به عنوان  مولفه اصلی مدیریت ریسک موثر و پیشرو آن محسوب می شود.

## عناصر یک کالبد شکافی پروژه
کالبد شکافی می تواند هم شامل داده های کمی و هم داده های کیفی باشد. داده های کمی شامل واریانس بین ساعات تخمین زده شده برای یک پروژه و ساعات واقعی انجام شده است. داده های کیفی اغلب شامل رضایت ذینفعان ، رضایت کاربر نهایی ، رضایت تیم ، قابلیت بالقوه استفاده مجدد و کیفیت ادراک شده نهایی است.

## نقش ردیابی زمان
تجزیه و تحلیل موفقیت آمیز واریانس برآورد پروژه به ردیابی دقیق زمان بستگی دارد. هرچه بازه پیگیری زمان ریزتر باشد ، می توان تجزیه و تحلیل دقیق تری را در طول کالبد شکافی پروژه انجام داد.